# Липани, Лука
Лу́ка Липа́ни (итал. Luca Lipani; родился 18 мая 2005 года, Генуя, Италия) — итальянский футболист, полузащитник клуба «Сассуоло». Чемпион юношеского чемпионата Европы до 19 лет в составе сборной Италии.

## Клубная карьера
Лука Липани — воспитанник «Дженоа», за который выступает с 2013 года. За клуб дебютировал 25 февраля 2023 года в матче 26-го тура Серии B против футбольного клуба СПАЛ, где вышел на замену вместо Милана Баделя, а на 97-й минуте отдал голевой пас на Эдди Сальседо.

## Карьера в сборной
За сборную Италии до 15 лет сыграл три матча. За сборную до 17 лет поехал на чемпионат Европы, где выходил во всех четырёх матчах с капитанской повязкой. В матче против Нидерландов забил гол. Всего за сборную Италии сыграл 18 матчей, где забил 2 мяча. За сборную до 18 лет сыграл один матч.
Вместе со сборной Италии до 19 лет поехал на победный чемпионат Европы, где сыграл в 4 матчах и забил два мяча. В матче против Португалии на групповом этапе забил гол и получил красную карточку. На чемпионате мира среди молодёжных команд вместе со сборной Италии занял второе место, уступив Уругваю в финале; Липани на турнире сыграл в пяти матчах из семи.

## Стиль игры
Липани — полузащитник, умеющий как отбирать мячи при защите своих ворот, так и создавать моменты для сокомандников благодаря своим техническим навыкам. Несмотря на то, что Липани в основном играет в обороне, он также умеет забивать с помощью своего сильного и точного удара. Лука Липани в интервью Telenord назвал своим источником вдохновения Милана Баделя.